# یواس‌اس ریموند (دی‌ئی-۳۴۱)
یواس‌اس ریموند (دی‌ئی-۳۴۱) (به انگلیسی: USS Raymond (DE-341)) یک کشتی بود که طول آن ۳۰۶ فوت (۹۳ متر) بود. این کشتی در سال ۱۹۴۴ ساخته شد.